# Мазаме-Сюд-Уэст
Мазаме́-Сюд-Уэст (фр. Mazamet-Sud-Ouest) — упразднённый кантон во Франции, находился в регионе Юг-Пиренеи, департамент Тарн. Входил в состав округа Кастр.
Код INSEE кантона — 8142. Всего в состав кантона Мазаме-Сюд-Уэст входили 4 коммуны, из них главной коммуной являлась Мазаме.
Кантон был упразднён в марте 2015 года.

## Население
Население кантона на 2009 год составляло 9675 человек.
| 1962 | 1968 | 1975   | 1982   | 1990   | 1999 | 2009 |
| ---- | ---- | ------ | ------ | ------ | ---- | ---- |
| —    | 8969 | 10 701 | 10 972 | 10 670 | 9796 | 9675 |

## Коммуны кантона
| Коммуна  | Население, чел. (2010) | Код INSEE | Почтовый индекс |
| -------- | ---------------------- | --------- | --------------- |
| Кокальер | 318                    | 81066     | 81200           |
| Мазаме   | 9995                   | 81163     | 81200           |
| Оссийон  | 6459                   | 81021     | 81200           |
| Эгфонд   | 2731                   | 81002     | 81200           |